# Bike-Festival Garda Trentino
Das BIKE Festival Garda Trentino ist ein vom bike-Magazin veranstaltetes Mountainbike-Festival. Das Festival gilt als traditioneller Saisonauftakt in der Mountainbike-Szene und findet alljährlich Anfang Mai in Riva del Garda am Gardasee statt.

## Geschichte
Im Jahre 1994 wurde das BIKE-Festival Garda Trentino von Ulrich Stanciu, dem Gründer und jetzigen Herausgeber des bike-Magazins, ins Leben gerufen. Damals besuchten im noch kleinen Rahmen 7.000 Besucher das Festival. Mittlerweile erscheinen mehr als 45.000 Besucher und 170 Aussteller in jedem Jahr auf dem Festival, welches im Jahr 2019 zum 26. Mal stattfand. 2020 wurde die Veranstaltung wegen der COVID-19-Pandemie abgesagt und 2021 wurde sie aus den gleichen Gründen von Mai auf Oktober verlegt.

## Ausstellungsgelände
Das Zentrum des Festivals war bis 2019 das Ausstellungsgelände am Palazzo dei Congressi in Riva del Garda, welches in direkter Nähe des Ufers des Gardasees liegt. 2021 wurde das Ausstellungsgelände wegen des Neubaus der Kongresshalle auf ein  naheliegendes Brachgelände verlegt. Das Gelände, im Besitz einer von Heinz Peter Hager angeführten Immobiliengesellschaft, geriet im Dezember 2024 in das Blickfeld der Staatsanwaltschaft Trient im Zusammenhang mit dem Korruptionsskandal um René Benko. Im Januar 2025 wurde bekannt, dass die Immobiliengesellschaft das Gelände nicht weiter zur Verfügung stelle, so dass das Bikefestival erneut auf ein anderes Gelände ausweichen muss. Als neues Ausstellungsgelände wurde eine benachbarte öffentliche Parkanlage ausgemacht. Umweltschützer kritisierten die Wahl wegen des dort beheimateten zum Teil seltenen und monumentalen Baumbestandes und verwiesen auf alternative Ausstellungsflächen. Mitte März 2025 wurde bekannt, dass die zuständigen städtischen Behörden die Genehmigung für die Nutzung der öffentlichen Parkanlage verweigerten. In einer eilends einberufenen Stadtratssitzung wurde daraufhin die erneute Verlegung des Ausstellungsgeländes auf den benachbarten Sportplatz beschlossen. Nach der Entscheidung wurde aus den Reihen der eigenen Stadtratsmehrheit Stimmen laut, das Festival zukünftig auf dem Messegelände auszurichten, wie es auch vom Großteil der Bevölkerung gewünscht sei.
Auf der Messe stellen Aussteller ihre neuen Produkte der Saison zum Anschauen und Ausprobieren zur Verfügung. Neben bekannten Fahrradherstellern sind auch Tourismusdestinationen und Marken mit Fahrradzubehör vertreten. Viele Radmarken bieten den Besuchern die Möglichkeit, Mountainbikes und E-Mountainbikes auszuleihen und auf den Teststrecken rund um das Festivalgelände Probe zu fahren. Die Aussteller nutzen die Messe um ihre Neuheiten, Entwicklungen und Trends der neuen Saison vorzustellen.
Die Messe ist an allen Tagen des Festivals geöffnet und ist für alle Besucher kostenlos zugänglich.

## Veranstaltungen und Rahmenprogramm

### Sportliches Programm
Zu den Veranstaltungen zählen mehrere Rennen. Als sportliches Highlight gilt der BIKE-Marathon, der in vier verschiedene Distanzen (Ronda Facile, Ronda Piccola, Ronda Grande, Ronda Extrema) aufgeteilt ist. Außerdem findet im Rahmen des Festivals das erste Rennen der Scott Enduro Series statt. Um das aktuelle Thema des e-Mountainbiken aufzugreifen, findet seit 2016 die eMTB Challenge statt. Hierbei steht nicht der Renngedanke, sondern der Fahrspaß und die Besonderheiten eines e-Bikes im Vordergrund. Am Sonntag findet ein Kinderrennen statt. Bei der Scott Junior Trophy gehen 400 Kinder im Alter von 3 bis 14 Jahren an den Start.

### Sieger Rocky Mountain BIKE Marathon Ronda Extrema – Elite
| Männer - 2001 Karl Platt - 2002 - 2003 Karl Platt - 2004 - 2005 Matthias Mende - 2006 Thomas Dietsch Martin Kraler - 2007 Stefan Sahm - 2008 Thomas Stoll - 2009 Hannes Genze - 2010 Urs Huber - 2011 Urs Huber - 2012 Alban Lakata - 2013 Alban Lakata - 2014 Urs Huber - 2015 Kristian Hynek - 2016 Urs Huber - 2017 Hermann Pernsteiner - 2018 Daniel Geismayr - 2019 Sascha Weber - 2021 Sascha Weber - 2022 Andreas Seewald - 2023 Héctor Leonardo Páez - 2024 Fabian Rabensteiner | Frauen - 2004 Daniela Luis - 2005 - 2006 Daniela Luis - 2007 Katrin Schwing - 2008 Dolores Rupp - 2009 Antonia Wipfli - 2010 Pia Sundstedt - 2011 Pia Sundstedt - 2012 Sally Bigham - 2013 Mary McConneloug - 2014 Sally Bigham - 2015 Michèle Wittlin - 2016 Katažina Sosna - 2017 Hielke Elferink - 2018 Katažina Sosna - 2019 Zuzanna Krzystala - 2021 Mona Mitterwallner - 2022 Adelheid Morath - 2023 Adelheid Morath - 2024 Sandra Mairhofer |

### Rahmenprogramm
Neben dem sportlichen Programm finden täglich auf der Bühne am Messegelände Aktionen, Shows und Interviews rund um das Thema Mountainbiken statt. Am Samstag findet die Open Night und im Anschluss die Riders Party auf der Messe statt.